# 新区街道 (聊城市)
新区街道，是中华人民共和国山東省聊城市东昌府区下辖的一个乡镇级行政单位。

## 行政区划
新区街道下辖以下地区：
板桥社区、新世纪社区、中通社区、八一社区、阳光社区、广场社区、振兴社区、光彩社区、彩虹社区和北苑社区。